# Al Cappello Rosso
Al Cappello Rosso è il più antico luogo di accoglienza a Bologna.
Sito in Via de Fusari 9, a pochi metri da Piazza Maggiore, svolge ancora oggi la funzione di albergo e di osteria (nota quest'ultima come Osteria del Cappello).
Numerose leggende sono sorte circa l'origine della locanda del Cappello.

## Storia

Esempio di galero cardinalizio in araldica

La prima attestazione risale al 1379, in un breve passaggio di un libro redatto dall'Ufficio delle Bollette in cui compare il nome del proprietario e del suo garante economico.
Nel Medioevo, il "Cappello" era un nome abbastanza diffuso tra le osterie europee essendo uno dei segni distintivi dei pellegrini e dei mercanti, così come la croce, la bilancia e il carro, etc.
L'insegna di questa locanda è tuttavia di chiara matrice ecclesiastica: i fiocchi che caratterizzano il cappello sono riconducibili al galero di un priore o di un vescovo, mentre il colore rosso ricordava ai ministri della fede che per la chiesa dovevano essere disposti a versare il proprio sangue.
Dal 1682, per oltre un secolo, Al Cappello Rosso viene indicato dai numerosi bandi cittadini come l'unico luogo in cui potessero soggiornare gli ebrei in transito in città, rappresentando un ruolo decisivo nel dialogo tra le due religioni nello Stato Pontificio.
Nel 1712 l'incisore Giuseppe Maria Mitelli inserì l'osteria nel Giuoco nuovo di tutte le osterie che sono in Bologna. In questo gioco la locanda è raffigurata nella casella 41 da quel caratteristico cappello rosso fioccato che, ancora oggi, ne rappresenta l'insegna, indicato come il luogo in cui si mangiano le migliori pernici. Insieme all'Osteria del Sole è l'unica presente nel gioco ad essere ancora attiva a Bologna.